# Córdoba Club de Baloncesto
Córdoba Club de Baloncesto, también conocido como Coto Córdoba CB por motivos de patrocinio, es un club de baloncesto con sede en Córdoba, España. Actualmente compite en la Segunda FEB (nueva denominación de la liga LEB Plata), la tercera categoría del baloncesto español. Disputa sus encuentros en el Palacio Municipal de Deportes Vista Alegre de Córdoba.

## Historia
Fue fundado el 14 de junio de 2022 fruto de la fusión de los equipos locales Virgen del Carmen y Ciudad de Córdoba con el objetivo de jugar en la Liga EBA o dar el salto a competir directamente en la LEB Plata   Finalmente, quedó inscrito en la Primera Nacional. 

### EBA
En 2023 aceptó una de las plazas vacantes para jugar en la Liga EBA.   Tras un mal inicio de temporada, consiguió rehacerse y tras la derrota en la pista de Aljaraque, encadenó un balance de 20 victorias y 1 derrota, lo que le aupó a finalizar la liga regular en 2ª posición, empatado con el UCB Camper Eurogaza. En los playoff de acceso a la liga de ascenso, superó al Jaen CB en una eliminatoria donde venció los dos partidos.
El 10 de mayo de 2024 logró el ascenso a Segunda FEB, tras quedar primero de su grupo de los playoffs de ascenso, tras vencer a Movistar Estudiantes B y Fundación Bilbao Basket .  

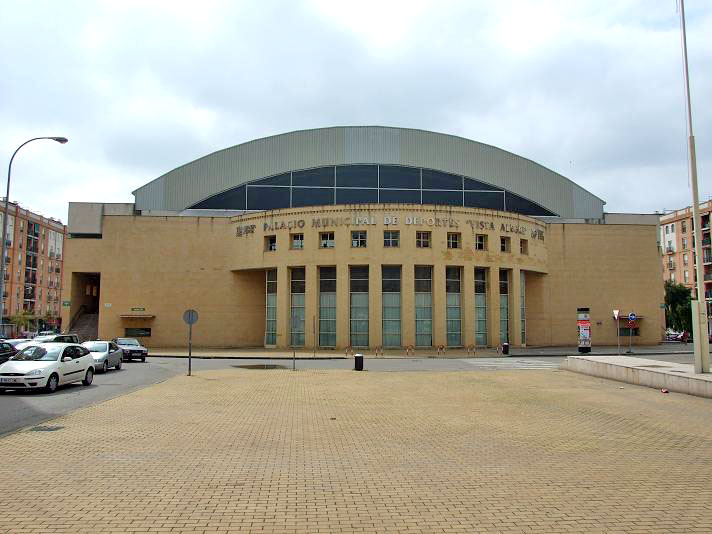
Palacio Municipal de Deportes Vista Alegre.

### Segunda FEB (Nueva denominación de la liga LEB Plata)
Tras la añorada década de los 90 donde el Cajasur Córdoba peleó por ascender a liga ACB y la última participación de un club cordobés en liga profesional de baloncesto en 2010, comienza la temporada en  Segunda FEB con un claro objetivo, continuar el año que viene en categoría.

#### Debut y conquista de la permanencia (2024-25)
El club obtuvo la salvación matemática venciendo en la cancha de Teknei Bizkaia Zornotza, un rival directo en la pugna por evitar el descenso. El conjunto cordobés vivió sus mejores momentos en los dos primeros meses de la competición. A la plantilla que entonces entrenaba Alfredo Gálvez se le veía a tope en el aspecto físico. Como además contaba con una rotación larga, acababa por agotar en el último cuarto a muchos de sus rivales. El equipo se encontraba en la octava jornada en la segunda plaza. Un balance de seis victorias y dos derrotas poseía un bloque que contaba con las mismas victorias que el líder, el Cáceres Patrimonio de la Humanidad. La permanencia parecía encarrilada. 
Todo cambió a partir del mes de diciembre. El equipo entró en un bache que le llevó a perder siete de los ocho partidos que disputó en diciembre y enero. La derrota contra el Clínica Ponferrada SDP provocó la destitución del técnico, Alfredo Gálvez, y el ascenso de segundo a primer entrenador del cordobés Nacho Pastor. Un balance de 5-5 desde la llegada al banquillo del técnico formado en El Carmen, hizo que se conquistase el objetivo con una jornada de antelación. 
Temporada de altibajos y de aprendizaje en un club debutante en la categoría que se finalizó conquistando la permanencia, el objetivo inicial con el que había partido al inicio de la competición.

## Datos y estadísticas del club
- Temporadas en ACB: 0
- Temporadas en Primera FEB: 0
- Temporadas en Segunda FEB: 2 (incluida la 2025/26)
- Temporadas en Tercera FEB (Liga EBA): 1
- Temporadas en Primera Nacional: 1
- Mejor puesto en la liga: 1º (Liga EBA 2023-24)
- Peor puesto en la liga: 9º (Primera Nacional 2022-23)
- Mejor temporada: 2024/25 (10º Grupo oeste Segunda FEB)
- Techo histórico: 10º Grupo oeste (Segunda FEB)

## Trayectoria

### Temporada a temporada 2022-actualidad
| Temporada | Categoría             | Nivel | Puesto          | Balance | Playoff | Copa Rey/Príncesa/Catg. |
| 2022-2023 | 1.ª División Nacional | 5     | 9.º             | 9-15    |         |                         |
| 2023-2024 | Liga EBA "D"          | 4     | 2.º             | 26-5    | Ascenso |                         |
| 2024-2025 | Segunda FEB           | 3     | 10º Grupo oeste | 12-14   |         |                         |
| 2025-2026 | Segunda FEB           | 3     |                 |         |         |                         |

| Leyenda                |
| Primer Nivel Nacional  |
| Segundo Nivel Nacional |
| Tercer Nivel Nacional  |
| Cuarto Nivel Nacional  |
| Primer Nivel Regional  |

## Entrenadores
| Año       | Entrenadores                      |
| --------- | --------------------------------- |
| 2022-2023 | Miguel Ángel Luque Ignacio Pastor |
| 2023-2025 | Alfredo Gálvez                    |
| 2025      | Ignacio Pastor                    |
| 2025-     | Gonzalo Rodríguez                 |

## Fichajes 2025-2026

### Altas 2025-2026
| Jugador                 | Pos. | Altura | Edad    | Procedencia             |
| ----------------------- | ---- | ------ | ------- | ----------------------- |
| Pablo Sánchez           | B    | 1.93 m | 23 años | Albacete Basket         |
| Serigne Lamine Ndiaye   | AP   | 2.04 m | 27 años | Club Melilla Baloncesto |
| Kevin Schutte           | P    | 2.06 m | 27 años | Södertälje Kings        |
| Jacques-Melaine Guemeta | A    | 1.93 m | 24 años | Universidad de Ottawa   |
| Alejandro Rodríguez     | AP   | 2.03 m | 27 años | UDEA Algeciras          |
| Nuha Sagnia             | P    | 2.08 m | 24 años | Adelphi University      |
| Alejandro Orozco        | B    | 1.93 m | 21 años | Jaén Fútbol Sala        |
| Liam Churchill Sørensen | E    | 1.93 m | 24 años | Horsens IC              |

- * Alta durante la temporada.

### Bajas 2025-2026
| Jugador                 | Pos. | Altura | Edad    |
| ----------------------- | ---- | ------ | ------- |
| Eromonsele Austin Fadal | E    | 1.93 m | 24 años |
| Guillermo del Pino      | B    | 1.93 m | 17 años |
| Isaac Mushila           | AP   | 1.96 m | 25 años |
| Pablo Martín            | A    | 2.01 m | 23 años |
| Paco del Águila         | P    | 2.03 m | 25 años |
| Alejandro Peralta       | A    | 1.96 m | 33 años |
| John Egbuta             | A    | 1.98 m | 24 años |
| Alberto Moreno          | B    | 1.91 m | 28 años |
| Seydou Aboubacar        | P    | 2.06 m | 30 años |
| Rokas Gadiliauskas      | P    | 2.11 m | 27 años |
| Ryan Richmond           | B    | 1.87 m | 29 años |
| Lucas Muñoz             | B    | 1.81 m | 24 años |

- * Baja durante la temporada.